# جوليان فيرموت
جوليان فيرموت (بالفرنسية: Julien Vermote)‏ (و. 1989  م) هو راكب دراجة هوائية، من بلجيكا، ولد في كورتريك، شارك في طواف إيطاليا 2014، وسباق طواف فرنسا 2017.

## سباقات أو مراحل فاز بها
| التاريخ        | السباق                          | المركز                      |
| -------------- | ------------------------------- | --------------------------- |
| 04 مارس 2012   | ثلاثة أيام فلاندرز الغربية 2012 | الفائز في التصنيف العام     |
| 29 سبتمبر 2013 | 2013 Duo Normand                | المركز الثالث               |
| 14 أكتوبر 2014 | طواف بكين 2014                  | الثالث في تصنيف الجبال      |
| 07 مارس 2015   | ستراد بينك 2015                 | المرتبة 14 في التصنيف العام |
| 11 سبتمبر 2016 | طواف بريطانيا 2016              | التاسع في التصنيف العام     |
| 28 مايو 2017   | طواف بلجيكا 2017                | الخامس في التصنيف العام     |
| 30 مايو 2017   | 2017 Gullegem Koerse            | المركز الثاني               |
| 25 فبراير 2018 | كرونا بروكسل 2018               | التاسع في التصنيف العام     |
| 25 مارس 2018   | غنت-وفلجم 2018                  | المرتبة 15 في التصنيف العام |
| 13 أكتوبر 2019 | باريس تورز 2019                 | العاشر في التصنيف العام     |

## روابط خارجية
- جوليان فيرموت على موقع الاتحاد الدولي للدراجات (الإنجليزية)
- جوليان فيرموت على موقع أرشيف الدراجات (الإنجليزية)
- جوليان فيرموت على موقع إحصائيات الدراجات الإحترافية (الإنجليزية)
- جوليان فيرموت على موقع نسبة الدراجات (الإنجليزية)
- جوليان فيرموت على موقع CycleBase (الإنجليزية)